# Tour de Pologne 2013 – 3. etap
3. etap kolarskiego wyścigu Tour de Pologne 2013 odbył się 30 lipca. Start etapu miał miejsce w Krakowie, zaś meta w Rzeszowie. Etap liczył 226 kilometrów.
Zwycięzcą etapu został norweski kolarz Thor Hushovd. Drugie miejsce zajął Mark Renshaw, a trzecie Steele Von Hoff. Liderem klasyfikacji generalnej pozostał Polak Rafał Majka.

## Premie
Na 3. etapie były następujące premie:
| Rodzaj            | Miejscowość | Kilometry (od startu) | Kilometry (do mety) | Zwycięzca           |
| ----------------- | ----------- | --------------------- | ------------------- | ------------------- |
| Lotna             | Strzyżów    | 168,8 km              | 57,2 km             | Bartłomiej Matysiak |
| Lotna             | Lubenia     | 186,7 km              | 39,3 km             | Bartłomiej Matysiak |
| Górska (III kat.) | Lubenia     | 190,4 km              | 35,6 km             | Bartłomiej Matysiak |

## Wyniki etapu
| Miejsce | Zawodnik            | Państwo         | Zespół                  | Czas       | Bon.  |
| ------- | ------------------- | --------------- | ----------------------- | ---------- | ----- |
| 1.      | Thor Hushovd        | Norwegia        | BMC Racing Team         | 5h 10' 02" | −10 s |
| 2.      | Mark Renshaw        | Australia       | Belkin Pro Cycling Team | + 0"       | −6 s  |
| 3.      | Steele Von Hoff     | Australia       | Garmin-Sharp            | + 0"       | −4 s  |
| 4.      | Grega Bole          | Słowenia        | Vacansoleil-DCM         | + 0"       | —     |
| 5.      | Tosh Van Der Sande  | Belgia          | Lotto-Belisol           | + 0"       | —     |
| 6.      | Leigh Howard        | Australia       | Orica-GreenEDGE         | + 0"       | —     |
| 7.      | Michał Gołaś        | Polska          | Omega Pharma-Quick Step | + 0"       | —     |
| 8.      | Jauhien Hutarowicz  | Białoruś        | Ag2r-La Mondiale        | + 0"       | —     |
| 9.      | Ben Swift           | Wielka Brytania | Sky Procycling          | + 0"       | —     |
| 10.     | Luka Mezgec         | Słowenia        | Argos-Shimano           | + 0"       | —     |
|         |                     |                 |                         |            |       |
| 16.     | Paweł Franczak      | Polska          | Reprezentacja Polski    | + 0"       | —     |
| 23.     | Adrian Honkisz      | Polska          | CCC Polsat Polkowice    | + 0"       | —     |
| 24.     | Rafał Majka         | Polska          | Team Saxo-Tinkoff       | + 0"       | —     |
| 50.     | Paweł Cieślik       | Polska          | Reprezentacja Polski    | + 0"       | —     |
| 57.     | Tomasz Marczyński   | Polska          | Vacansoleil-DCM         | + 0"       | —     |
| 61.     | Maciej Paterski     | Polska          | Cannondale              | + 0"       | —     |
| 72.     | Łukasz Bodnar       | Polska          | Reprezentacja Polski    | + 0"       | —     |
| 85.     | Przemysław Niemiec  | Polska          | Lampre-Merida           | + 0"       | —     |
| 90.     | Sylwester Szmyd     | Polska          | Movistar Team           | + 0"       | —     |
| 99.     | Jacek Morajko       | Polska          | CCC Polsat Polkowice    | + 0"       | —     |
| 104.    | Kamil Gradek        | Polska          | Reprezentacja Polski    | + 21"      | —     |
| 110.    | Mateusz Taciak      | Polska          | CCC Polsat Polkowice    | + 21"      | —     |
| 113.    | Karol Domagalski    | Polska          | Reprezentacja Polski    | + 21"      | —     |
| 126.    | Bartłomiej Matysiak | Polska          | CCC Polsat Polkowice    | + 46"      | −36 s |
| 129.    | Bartosz Huzarski    | Polska          | Team NetApp             | + 1' 19"   | —     |

## Klasyfikacje po 3. etapie
| Klasyfikacja generalna | Klasyfikacja generalna | Klasyfikacja generalna | Klasyfikacja generalna       | Klasyfikacja generalna |
| Miejsce                | Zawodnik               | Państwo                | Zespół                       | Czas                   |
| ---------------------- | ---------------------- | ---------------------- | ---------------------------- | ---------------------- |
| 1.                     | Rafał Majka            | Polska                 | Team Saxo-Tinkoff            | 16h 14' 45"            |
| 2.                     | Sergio Henao           | Kolumbia               | Sky Procycling               | + 4"                   |
| 3.                     | Christophe Riblon      | Francja                | Ag2r-La Mondiale             | + 6"                   |
| 4.                     | Pieter Weening         | Holandia               | Orica-GreenEDGE Cycling Team | + 7"                   |
| 5.                     | Jon Izagirre           | Hiszpania              | Euskaltel-Euskadi            | + 9"                   |
| 6.                     | Chris Anker Sørensen   | Dania                  | Team Saxo-Tinkoff            | + 9"                   |
| 7.                     | Domenico Pozzovivo     | Włochy                 | Ag2r-La Mondiale             | + 13"                  |
| 8.                     | Eros Capecchi          | Włochy                 | Movistar Team                | + 13"                  |
| 9.                     | Robert Kišerlovski     | Chorwacja              | RadioShack-Leopard           | + 16"                  |
| 10.                    | Thomas Rohregger       | Austria                | RadioShack-Leopard           | + 18"                  |
|                        |                        |                        |                              |                        |
| 34.                    | Tomasz Marczyński      | Polska                 | Vacansoleil-DCM              | + 10' 55"              |
| 39.                    | Michał Gołaś           | Polska                 | Omega Pharma-Quick Step      | + 17' 05"              |
| 43.                    | Mateusz Taciak         | Polska                 | CCC Polsat Polkowice         | + 20' 28"              |
| 44.                    | Maciej Paterski        | Polska                 | Cannondale                   | + 20' 51"              |
| 54.                    | Paweł Cieślik          | Polska                 | Reprezentacja Polski         | + 27' 19"              |
| 58.                    | Adrian Honkisz         | Polska                 | CCC Polsat Polkowice         | + 30' 23"              |
| 71.                    | Jacek Morajko          | Polska                 | CCC Polsat Polkowice         | + 37' 48"              |
| 87.                    | Karol Domagalski       | Polska                 | Reprezentacja Polski         | + 43' 50"              |
| 88.                    | Bartosz Huzarski       | Polska                 | Team NetApp                  | + 44' 05"              |
| 91.                    | Kamil Gradek           | Polska                 | Reprezentacja Polski         | + 46' 01"              |
| 97.                    | Przemysław Niemiec     | Polska                 | Lampre-Merida                | + 54' 31"              |
| 113.                   | Sylwester Szmyd        | Polska                 | Movistar Team                | + 1h 11' 17"           |
| 114.                   | Łukasz Bodnar          | Polska                 | Reprezentacja Polski         | + 1h 15' 22"           |
| 120.                   | Paweł Franczak         | Polska                 | Reprezentacja Polski         | + 1h 18' 09"           |
| 129.                   | Bartłomiej Matysiak    | Polska                 | CCC Polsat Polkowice         | + 1h 18' 09"           |

| Klasyfikacja punktowa | Klasyfikacja punktowa | Klasyfikacja punktowa | Klasyfikacja punktowa | Klasyfikacja punktowa |
| Miejsce               | Zawodnik              | Państwo               | Zespół                | Punkty                |
| --------------------- | --------------------- | --------------------- | --------------------- | --------------------- |
| 1.                    | Rafał Majka           | Polska                | Team Saxo-Tinkoff     | 34 pkt.               |
| 2.                    | Jon Izagirre          | Hiszpania             | Euskaltel-Euskadi     | 30 pkt.               |
| 3.                    | Eros Capecchi         | Włochy                | Movistar Team         | 28 pkt.               |
| 4.                    | Domenico Pozzovivo    | Włochy                | Ag2r-La Mondiale      | 27 pkt.               |
| 5.                    | Pieter Weening        | Holandia              | Orica-GreenEDGE       | 26 pkt.               |
| 5.                    | Christophe Riblon     | Francja               | Ag2r-La Mondiale      | 26 pkt.               |

| Klasyfikacja górska | Klasyfikacja górska  | Klasyfikacja górska | Klasyfikacja górska | Klasyfikacja górska |
| Miejsce             | Zawodnik             | Państwo             | Zespół              | Punkty              |
| ------------------- | -------------------- | ------------------- | ------------------- | ------------------- |
| 1.                  | Thomas Rohregger     | Austria             | RadioShack-Leopard  | 27 pkt.             |
| 2.                  | Christophe Riblon    | Francja             | Ag2r-La Mondiale    | 20 pkt.             |
| 3.                  | Bartosz Huzarski     | Polska              | Team NetApp         | 15 pkt.             |
| 4.                  | Chris Anker Sorensen | Dania               | Team Saxo-Tinkoff   | 13 pkt.             |
| 5.                  | Georg Preidler       | Austria             | Argos-Shimano       | 12 pkt.             |

| Klasyfikacja najaktywniejszych | Klasyfikacja najaktywniejszych | Klasyfikacja najaktywniejszych | Klasyfikacja najaktywniejszych | Klasyfikacja najaktywniejszych |
| Miejsce                        | Zawodnik                       | Państwo                        | Zespół                         | Punkty                         |
| ------------------------------ | ------------------------------ | ------------------------------ | ------------------------------ | ------------------------------ |
| 1.                             | Bartosz Huzarski               | Polska                         | Team NetApp                    | 13 pkt.                        |
| 2.                             | Serge Pauwels                  | Belgia                         | Omega Pharma-Quick Step        | 8 pkt.                         |
| 3.                             | Bartłomiej Matysiak            | Polska                         | CCC Polsat Polkowice           | 6 pkt.                         |
| 4.                             | Ángel Madrazo                  | Hiszpania                      | Movistar Team                  | 5 pkt.                         |
| 5.                             | Aleksandr Djaczenko            | Kazachstan                     | Pro Team Astana                | 3 pkt.                         |
| 5.                             | Leonardo Duque                 | Kolumbia                       | Colombia                       | 3 pkt.                         |

| Najwyżej sklasyfikowany Polak | Najwyżej sklasyfikowany Polak | Najwyżej sklasyfikowany Polak | Najwyżej sklasyfikowany Polak | Najwyżej sklasyfikowany Polak |
| Miejsce                       | Zawodnik                      | Zespół                        | Czas                          |                               |
| ----------------------------- | ----------------------------- | ----------------------------- | ----------------------------- | ----------------------------- |
| 1.                            | Rafał Majka                   | Team Saxo-Tinkoff             | 16h 14' 45"                   |                               |
| 2.                            | Tomasz Marczyński             | Vacansoleil-DCM               | + 10' 55"                     |                               |
| 3.                            | Michał Gołaś                  | Omega Pharma-Quick Step       | + 17' 05"                     |                               |
| 4.                            | Mateusz Taciak                | CCC Polsat Polkowice          | + 20' 28"                     |                               |
| 5.                            | Maciej Paterski               | Cannondale                    | + 20' 51"                     |                               |

| 1. | RadioShack-Leopard | 48h 46' 39" |
| 2. | Team Saxo-Tinkoff  | + 05' 43"   |
| 3. | Argos-Shimano      | + 08' 55"   |
| 4. | Cannondale         | + 08' 59"   |
| 5. | Movistar Team      | + 11' 40"   |